# We're All to Blame
We're All to Blame è il primo singolo estratto dall'album Chuck della band canadese Sum 41, pubblicato il 31 agosto 2004.

## Descrizione
Nella canzone la band critica la stupidità dell'uomo quando vuole risolvere i problemi causati da lui stesso, dal suo odio o dalla vergogna.
La canzone, fortemente influenzata dall'heavy metal, fu scritta per ultima, dopo il viaggio della band in Congo. La canzone presenta anche elementi metal.
We're All to Blame è stata utilizzata nel film del 2004 Gojira - Final Wars. durante la lotta tra Godzilla e Zilla a Sydney.

## Video musicale
Il video musicale, diretto da Marc Klasfeld, è una parodia dello show americano Solid Gold (la sigla introduttiva del video è uguale a quella della trasmissione). Alla fine del video, il presentatore annuncia che i prossimi ospiti del programma saranno i Pain for Pleasure, l'alter-ego dei Sum 41.

## Formazione
- Deryck Whibley - voce, chitarra ritmica
- Dave Baksh - chitarra solista, voce secondaria
- Jason McCaslin - basso, voce secondaria
- Steve Jocz - batteria